# Бахмат Микола Іванович
Мико́ла Іва́нович Ба́хмат (14 січня 1950, село Завадівка (Вишнівчик) Чемеровецького району Хмельницької області — 10 січня 2025) — фахівець у галузі кормовиробництва та рослинництва. Ректор Подільського державного аграрно-технічного університету (від 4 червня 2002 року). Доктор сільськогосподарських наук (1994). Професор (1995).

## Біографія
Народився 14 січня 1950 р. в с. Завадівка (нині — Вишнівчик) Чемеровецького району Хмельницької області. Навчався в Кам'янець-Подільському ПТУ № 15, де здобув кваліфікацію «кабельник-монтажник».
З жовтня 1970 р. був слухачем підготовчого відділення, а з вересня 1971 р. — студент Кам'янець-Подільського СГІ, який закінчив з відзнакою. Деякий час працював головним агрономом колгоспу імені Леніна с. Вишнівчик Чемеровецького району Хмельницької обласні, а в 1977 р. вступив до аспірантури при кафедрі загального землеробства КПСГІ.
Темою кандидатської дисертації Микола Іванович обрав «Обґрунтування прийомів сільськогосподарської рекультивації угідь після видобутку нерудних копалин в умовах південно-західного Лісостепу України». У 1983—1986 рр. обіймав посаду старшого викладача кафедри кормовиробництва, з 1986 р. працював доцентом цієї кафедри. У 1988 р. обраний завідувачем кафедри кормовиробництва. У 1994 р. захистив докторську дисертацію, а в 1995 р. йому присвоєно вчене звання професора.
З 1994 р. обіймав посаду проректора з наукової роботи Кам'янець-Подільського сільськогосподарського інституту. У 2002 р. обраний ректором академії, а з 2004 р. — ПДАТУ.
Нагороджений почесним званням «Заслужений діяч науки і техніки України» (2004), почесними знаками «Відмінник аграрної освіти та науки України» трьох ступенів і «Відмінник освіти України», медалями «За військову доблесть», «За сприяння Збройним силам України», трудовою відзнакою «Знак пошани», орденами святого Архистратига Михаїла та «Честь, пошана, пам'ять». За особливі заслуги перед українським народом відзначений Почесною грамотою і медаллю Верховної Ради України, Почесною грамотою Уряду України, медалями «За сприяння податковим органам», «За вірність бойовому товариству» та багатьма іншими нагородами.